# Распределенное акустическое зондирование

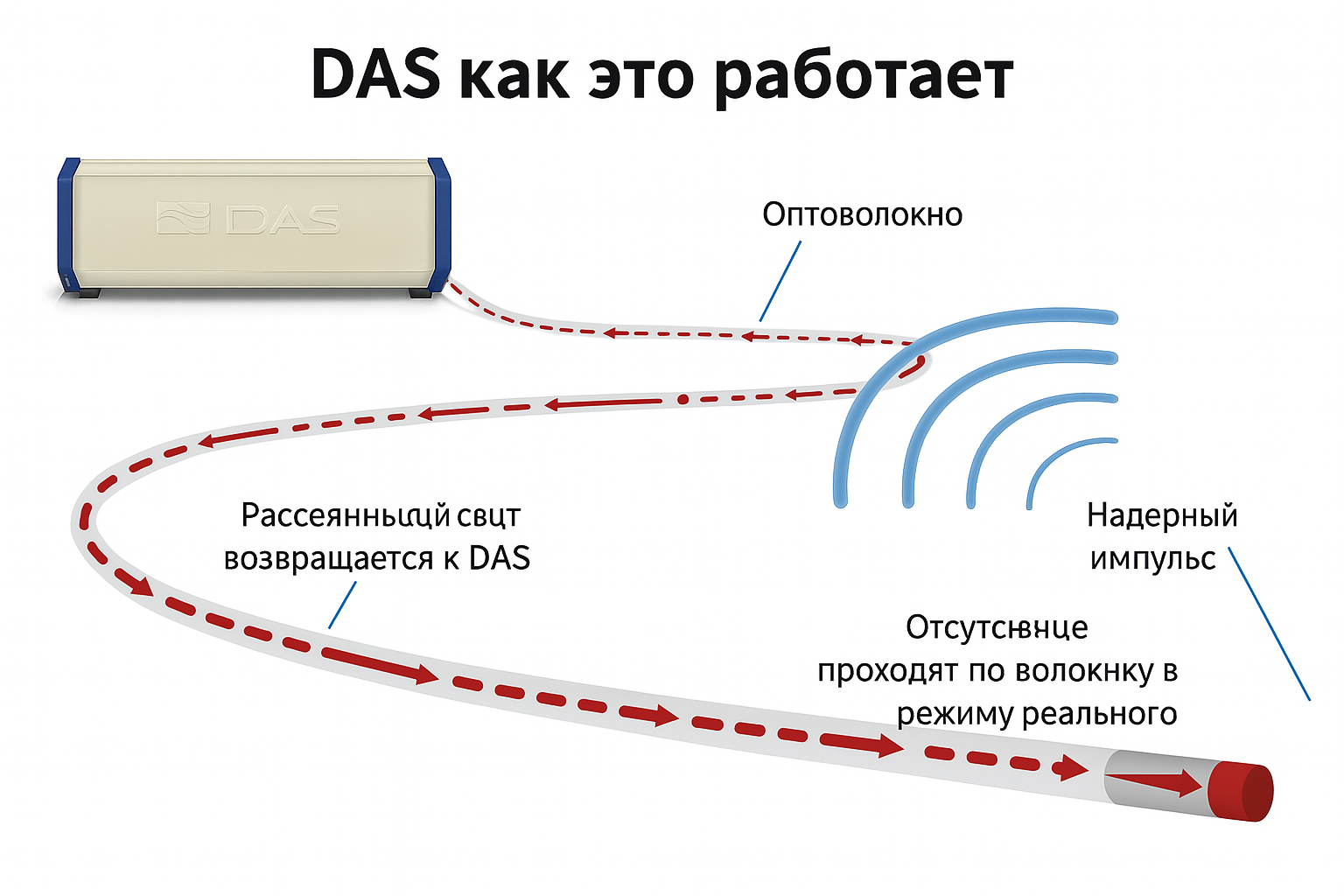
Распределенное акустическое зондирование DAS

Распределенное акустическое зондирование (англ. Distributed Acoustic Sensing, DAS) — это технология, использующая оптоволоконные кабели в качестве акустических датчиков. Эта технология позволяет обнаруживать вибрации, акустические волны и движения вдоль кабеля, предлагая современную систему мониторинга, применяемую в различных отраслях.

### Принцип работы
Системы DAS работают путём излучения лазерного света через оптоволоконный кабель. Вибрации и механические изменения вдоль волокна вызывают флуктуации показателя преломления, что приводит к обратному Рэлеевскому рассеянию. Этот эффект возникает в результате рассеяния света на микроскопических неоднородностях, индуцированных внешними акустическими воздействиями. Система анализирует возвращённый сигнал для определения местоположения и характера возмущения в реальном времени.

### Области применения
- Мониторинг инфраструктуры: Наблюдение за мостами, тоннелями и другими критически важными объектами.
- Энергетическая промышленность: Обнаружение утечек в нефтепроводах и газопроводах, мониторинг линий электропередач.
- Системы безопасности: Защита периметров и охраняемых зон.
- Сейсмический мониторинг: Наблюдение за движениями грунта и сейсмической активностью.

### Преимущества
- Масштабируемость: Мониторинг сотен километров волокна одной системой.
- Электромагнитная устойчивость: Полная нечувствительность к помехам.
- Экономичность: Минимальные эксплуатационные расходы и высокая надёжность[2].
- Гибкость: Применение в различных условиях — от промышленных объектов до объектов транспортной и оборонной инфраструктуры[3]. Также данная технология используется в различных международных проектах, таких как система FOTAS[4].